# 徐英锐
徐英锐（1921年—2002年1月27日），男，浙江鄞县人，中华人民共和国工程师、政治人物，曾任南京市人民政府副市长，南京市政协副主席，江苏省政协副主席，全国工商联常委，第六、七届全国人大代表，第八届全国政协委员。